# Capron (Oklahoma)
Capron – miasto w Stanach Zjednoczonych, w stanie Oklahoma, hrabstwie Woods.